# Girolamo Savonarola
Girolamo Savonarola (Ferrara, 21 de setembre del 1452 – Florència, 23 de maig de 1498) fou un frare dominic, predicador, confessor de Llorenç el Magnífic i Pico della Mirandola, organitzador de fogueres de vanitat on els florentins estaven convidats a anar a cremar les seues pertinences més luxoses, però també els llibres de Boccaccio i Petrarca. Predicà contra el luxe, la recerca del benefici, la depravació dels poderosos i de l'Església o la recerca de la glòria. Visità molts convents i influí en l'obra de Plautilla Nelli, de la qual fou professor.
Fou un dels precursors de la Reforma protestant.
En predir que un nou Cir travessaria el país per a posar-hi ordre, l'entrada de l'exèrcit francès de Carles VIII a la Toscana en 1494 confirmà el seu vaticini.
Les seues crítiques violentes contra els Mèdici, acusant-los de corrupció, van contribuir a l'expulsió de Piero de Mèdici pels florentins el 1495.
A causa dels seus atacs contra el papa Alexandre VI va rebre l'excomunió i més tard, en haver estat lliurat a Roma per la burgesia florentina, fou condemnat a la foguera per un tribunal de la Inquisició.

## Biografia

### Orígens i formació familiar (1452–1482)
Girolamo Francesco Maria Matteo Savonarola era el tercer fill del mercader Niccolò di Michele dalla Savonarola i Elena Bonacolsi (o Bonacossi), de la noble família Bonacossi de Ferrara, al nord d'Itàlia. Té dos germans grans, Ognibene i Bartolomeo, i dos germans més, Maurelio i Alberto, nascuts després d'ell; també hi ha dues germanes, Beatrice i Chiara. Dels seus germans només se sap que Alberto va ser metge i que Maurelio va entrar a l'orde dominic, com Girolamo.
Va ser criat pel seu avi patern, Michele Savonarola, un reconegut professor i metge.
Planejant ser doctor, va començar els estudis a la Universitat de Ferrara, on va obtenir el títol de Llicenciat en Lletres (primer cicle d'estudis universitaris abans de qualsevol especialització).
Des de la seva joventut, es va interessar per les Sagrades Escriptures, però també va llegir obres d'Aristòtil, Plató i Tomàs d'Aquino en particular.

### Els inicis amb els dominics (1475–1482)
La seva inclinació moralista i reformadora apareix des dels seus primers escrits. Així, De Ruina Mundi, poema que va escriure quan tenia 20 anys, denuncia la degradació de la societat i l'ascens de la luxúria i la impietat. El seu poema al·legòric, De Ruina Ecclesiæ (1475), revela el seu menyspreu per la cúria Pontifícia, que descriu com una «puta orgullosa i mentidera».
L'any 1475, fugí de Ferrara i ingressà al convent de l'Orde dels predicadors (orde mendicant) de Sant Domènec de Bolonya, on va exercir les feines de sastre i jardiner, abans de prendre l'hàbit de monjo el 1476. Va viure llavors en un estricte ascetisme.
Va estudiar teologia a la Universitat de Bolonya, una de les més importants de l'època.
Va tornar a Ferrara per ensenyar al convent de Santa Maria dels Àngels, abans que l'orde l'enviés el 1482 al convent de Sant Marc de Florència.

### Els inicis com a predicador (1482–1490)

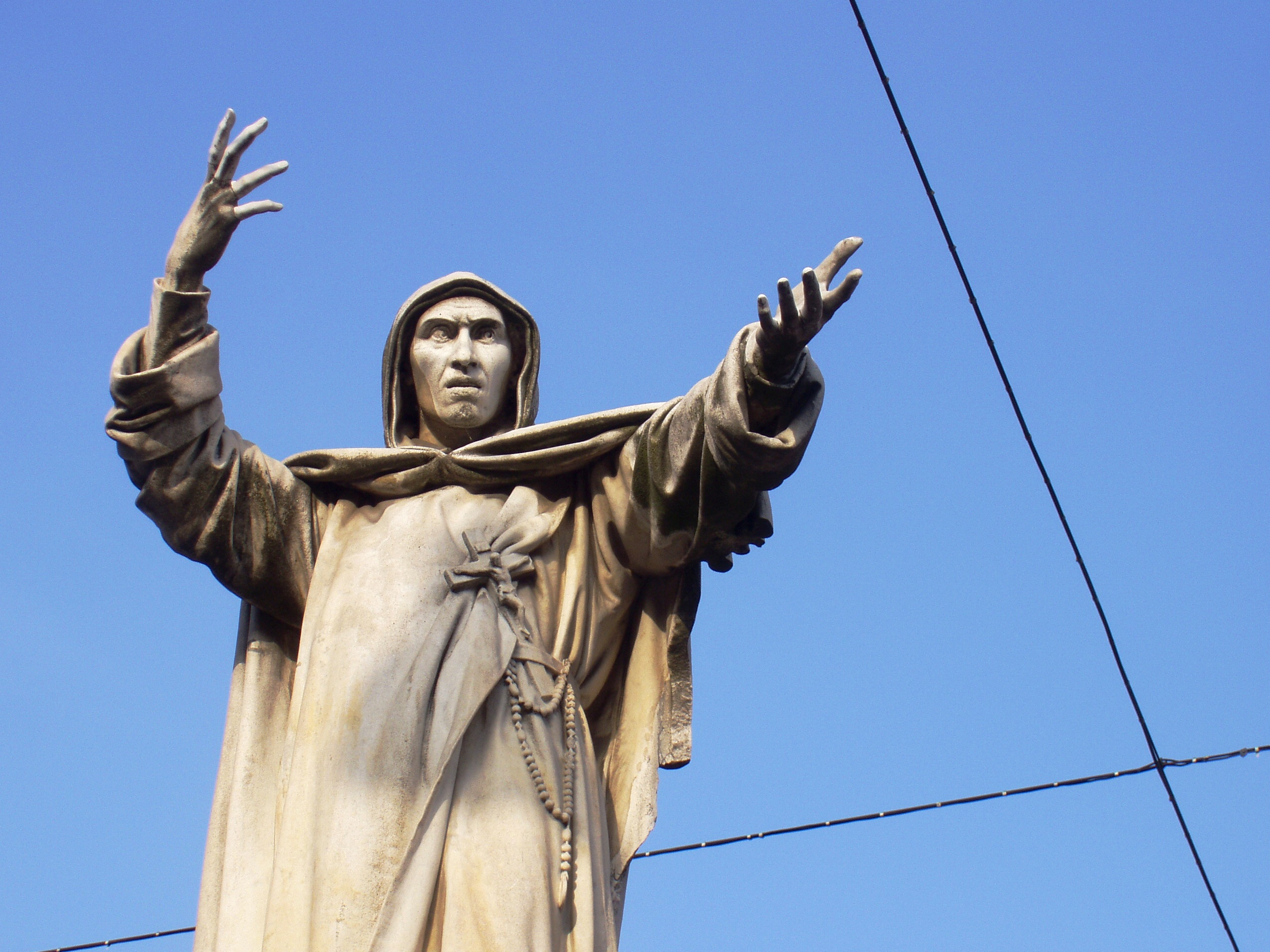
Estàtua de Savonarola a Ferrara el seu lloc de naixement.

Va dedicar els seus primers anys a Florència a l'estudi, l'ascetisme i la predicació. En aquella època, va ser més reconegut pels dos primers que pels últims.
El 1487 va ocupar un càrrec de mestre d'estudis a Bolonya, després va ser enviat a predicar a diverses ciutats de la regió, sobretot a la república de Florència, el govern de la qual estava controlat per la família Mèdici, que va aixafar l'oposició després de la conspiració dels Pazzi (1478).
Va ser llavors quan va començar la seva carrera com a predicador intransigent, que va instar les masses populars a tornar als preceptes de l'Evangeli i sense dubtar va atacar els Mèdici. El seu ascendent sobre les multituds va créixer i va ressonar amb certs estudiosos de l'època, en particular el comte Giovanni Pico della Mirandola, del qual esdevingué confessor.
El 1490, Llorenç de Mèdici va utilitzar la seva influència per portar-lo de tornada a Florència, amb l'esperança de controlar aquest nou enemic.

### Predicar a Florència (1490-1494)
En aquella època, els pobles de l'Església esdevenen venedors d'indulgències. En oposició a aquestes pràctiques, Savonarola s'allunya del món, i es retira cada cop més a l'estudi de la Bíblia i dels Pares de l'Església. A Florència, el convent de Sant Marc segueix una regla severa, com ho demostren la seva roba i cilicis.
Un any després del seu retorn a Florència, Savonarola fou elegit prior del convent (1491).

#### Els sermons de Savonarola
Savonarola no és teòleg; no vol establir una nova doctrina teològica, com ho faran Martí Luter o Jean Cauvin. Predica senzillament, però ferotgement, que la vida dels cristians hauria d'incloure més bondat, en lloc de fer gala d'excessiva esplendor. No pretén enfrontar-se a l'Església de Roma, sinó corregir-ne els defectes morals. Savonarola predica contra el luxe, la recerca del benefici, la depravació dels poderosos i de l'Església, la recerca de la glòria.
Però amb força rapidesa, va haver de denunciar el comportament del papa Alexandre VI, a qui va presentar com a l'anticrist.

#### Relacions amb Llorenç de Mèdici (1449-1492)
No obstant això, Llorenç de Mèdici, anomenat «el magnífic», mestre del govern de Florència i mecenes de molts artistes, també és l'objectiu dels sermons de Savonarola. Contracta Fra Mariano, predicador popular, per predicar contra Savonarola. Però, malgrat la seva eloqüència, la impressió que va causar als florentins va ser tal que va dimitir després del seu primer sermó. Segons una llegenda, mentre es trobava al llit de mort l'any 1492, Lorenzo de Medici va demanar confessar-se a Savonarola. Dubtant d'anar-hi, li hauria fet la promesa que, si hi anava, faria el que li demanés. Segons els informes, va dir que lamentava els mals tractes a Savonarola, i tres crims mai oblidats: el saqueig de Volterra, el saqueig de Monte della Fanciulle i la massacre dels Pazzi. Savonarola hauria contestat que eren necessàries tres coses:
- tenir fe en el perdó de Déu;
- tornar el que ha robat si és possible;
- deixar als florentins la possibilitat de formar un govern democràtic.

Amb aquesta última petició, Llorenç hauria girat l'esquena a Savonarola, que li hauria denegat l'absolució.
Després de la mort de Llorenç, el seu successor Pere II de Mèdici, va continuar sent atacat per Savonarola.

### Govern teocràtic (1494–1497)
Durant els seus sermons, Savonarola va predir que un nou Cir travessaria Itàlia per restaurar-hi l'ordre; la irrupció de l'exèrcit francès de Carles VIII a la Toscana el 1494 sembla confirmar aquesta profecia.
Els violents pamflets de Savonarola contra els Mèdici contribueixen a l'expulsió de Pere II de Mèdici pels florentins. Savonarola pren el control del govern de la ciutat.
Es troba amb el rei Carles VIII, negocia les condicions de pau, i evita el saqueig de la ciutat. Els florentins poden triar el seu propi mode de govern. Però la reunió de Savonarola amb els francesos el va convertir en un enemic principal no només dels Mèdici, sinó també del duc de Milà, Lluís Maria Sforza, i del papa Alexandre VI.
Després va instituir un règim que va descriure com una República cristiana i religiosa; declara Jesucrist «rei del poble florentí». El seu règim inclou reformes socials i polítiques: modifica el sistema fiscal, suprimeix la tortura, reforça les lleis contra la usura, estableix un tribunal d'apel·lació i un sistema de socors als pobres.
Però també té un aspecte moral: també fa la sodomia, prèviament sancionada amb una multa, sancionada amb la mort. Té cura de la joventut: joves adolescents, vestits amb túnica blanca, recorren els carrers per incitar els florentins a l'almoina i la caritat.
L'any 1497, Savonarola i els seus partidaris van aixecar l’estaca de les Vanitats (7 de febrer de 1497). Els nens petits són enviats de porta en porta a recollir tots els objectes relacionats amb la «corrupció espiritual»: miralls i cosmètics, imatges llicencioses (dones nues pintades sobre les parpelles dels cassoni), llibres no religiosos, jocs, els vestits més esplèndids, llibres de poetes considerats immorals, com Boccaccio i Petrarca. Tots aquests objectes són cremats en una gran estaca aixecada a la Piazza della Signoria. Les obres mestres de l'art del Renaixement florentí van desaparèixer així, incloses les pintures de Botticelli, que el mateix artista va portar.

### El final de Savonarola (1497–1498)

#### La caiguda (maig de 1497)
Tanmateix, la gent de Florència es va cansar dels excessos de Savonarola. Durant el sermó de l'Ascensió (4 de maig de 1497), colles de joves inicien un motí, que esdevé una revolta: les tavernes tornen a obrir, els jocs es reprenen públicament.
Savonarola ha perdut el seu ascendent sobre Florència, però continua lliure com a monjo de Sant Marc.
El 23 de maig de 1497, fou excomunicat per Alexandre VI.

#### El judici i la condemna a mort
El 1498, el Papa va iniciar un procés de la Inquisició, acusant-lo d'heretgia, profetisme, sedició i error religiós. El judici el dirigeixen els dominics, l'orde de Savonarola, com mana la tradició.
Detingut, va passar cinquanta dies a la presó i hi va patir dues sessions de tortures, una administrada per la ciutat de Florència, l'altra per un emissari especial del Papa. El seu cos ferit i els braços trencats, dicta a la presó dues interpretacions del Llibre dels Salms: Infelix ego i Tristitia obsedit me.
No obstant això, Savonarola ha perdut tota credibilitat des que es va negar a sotmetre's a una disputatio exigida pels seus partidaris que li permetés demostrar la seva bona fe.
Es donen poques proves d'heretgia, a part del fet que afirma ser un profeta parlant sota inspiració divina. Així i tot, és condemnat a mort amb dos dels seus partidaris, Domenico i Silvestro Buonvincini.

#### Execució
El dia de la seva mort, parla de la seva profunda misèria en haver declarat sota tortura que no estava inspirat en Déu: 
| « | Em retracto. Vaig mentir per por a la tortura i vull que això es conegui públicament. Que l'abisme dels meus pecats es dissolgui en l'abisme de la vostra misericòrdia | » |

Després parla amb els germans Buonvincini, Domenico, que es va retractar, i Silvestro, que té por de morir.

A Domenico:
| « | Durant la nit, se'm va revelar que en el moment de la mort hauries de dir: no em pengis, crema'm viu. No som amos dels nostres propis morts. Hem de ser feliços de morir com Déu ha decidit per nosaltres. | » |

 A Silvestre:
| « | Se'm va revelar que volies declarar la nostra innocència. Jesús no ho va fer a la creu. I no ho farem. | » |

A la plaça de la Signoria, lloc de la seva execució, els dominics els van demanar que retornessin el seu hàbit per no deshonrar l'ordre. Savonarola respon:
| « | No te'l donaré, però pots agafar-lo. | » |

Aleshores, el legat papal declara que estan condemnats com a heretges i cismàtics i, per tant, exclosos de l'Església militant i de l'Església triomfant, de l'Església de la terra i de l'Església del cel.
Després són lliurats al braç secular, penjats i posteriorment cremats. Les seves cendres són llençades a l'Arno.
Fins i tot després de la seva mort, Savonarola continua exercint una influència sobre els qui el van conèixer: Per tant, Botticelli no pinta cap més nu després de l’episodi de la foguera de les Vanitats.
Una placa commemorativa indica la ubicació de la seva pira a la Piazza della Signoria.

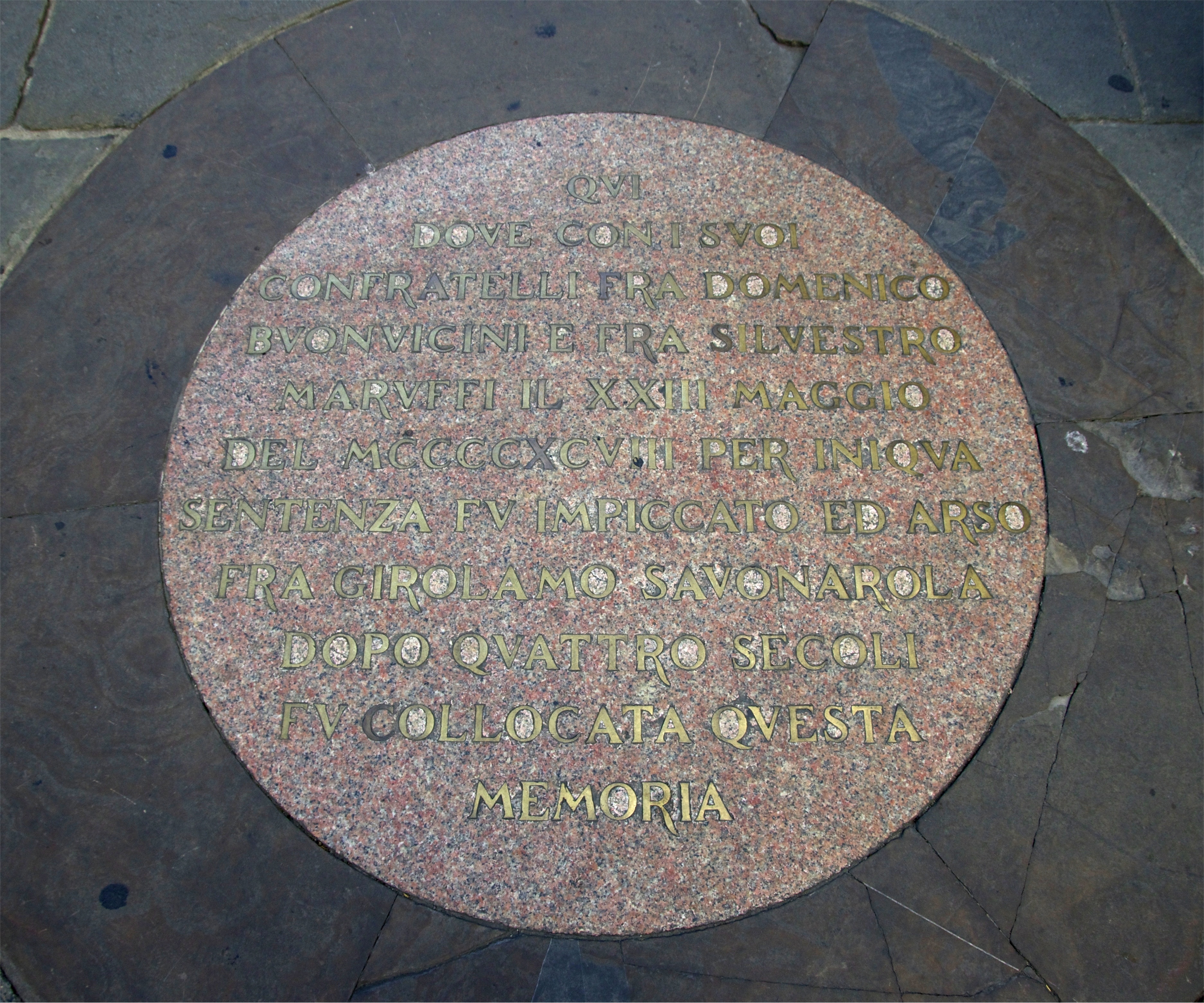
Placa commemorativa del lloc de l'execució de Savonarola a la Piazza della Signoria, Florència.

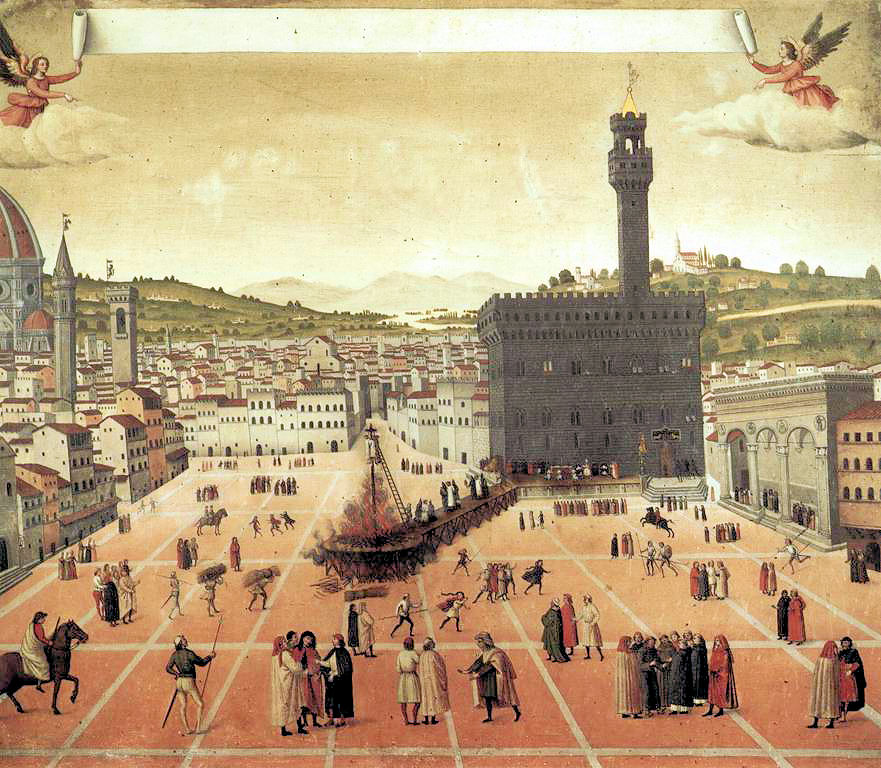
Quadre anònim que representa l'estaca de Savonarola l'any 1498.

## Obres
Compostes tant en llatí com en italià, són variades:
- alguns poemes;
- un tractat d'art poètic;[8]
- un tractat polític: Trattato circa il reggimento e governo della città di Firenze (1498);
- textos que demanen una reforma religiosa com ara: Compendio delle rivelazioni (1495) i Dialogo della verità profetica (1497);
- sermons com: Prediche italiane ai Fiorentini (1495);
- Super Archam Noe Sermons Quadragesimals. Venècia, Pietro de' Nicolini da Sabio per Francesco i Michele Tramezzino, 1536. Aquests sermons havien estat acuradament anotats pels seus oients i seran publicats pels germans Tramezines a Venècia, una de les primeres editorials.
- Infelix ego et Tristitia obsedit me (inacabat), els seus últims escrits a la presó abans de la seva execució, comentari dels salms.

## Controvèrsies

### Aspecte polític
Revolucionari, Savonarola va ser considerat culpable d'alta traïció contra la ciutat de Florència. Veient en la invasió de Carles VIII la voluntat de Déu de castigar la Itàlia culpable, li va donar les claus de la ciutat, aprofitant aquesta invasió per enderrocar Pere de Mèdicis. Per la seva banda Carles VIII va deixar Savonarola cap de Florència a canvi del seu suport, que havia de facilitar al rei de França la conquesta de tota la península Itàlica. Aquests elements ajuden a qualificar l'abast de la profecia de Savonarola sobre l'espasa de Cir, en la mesura que ell mateix va contribuir directament a la seva realització.
La teocràcia instituïda per Savonarola va constituir una mena d'«estat policial». Savonarola havia patrocinat milícies per comprovar que els ciutadans eren bons cristians en la seva vida privada: aquesta nova policia tenia el mandat d'entrar sense previ avís a les cases particulars per assegurar-se que el seu comportament era correcte.

### Punts de vista protestants
Literalment Savonarola «va protestar», públicament i fermament, contra els desordres del papat i de l'alt clergat: «Papes i prelats denuncien la vanitat i l'ambició en què estan fins al coll. Preguen per la castedat, però tenen amants!»
L'estàtua de Savonarola es troba avui a Worms, un poble important de la història del protestantisme, als peus del monument de Luter, amb aquesta inscripció: «A Savonarola, precursor de la Reforma». Savonarola és una figura important en diverses tradicions protestants.
El ministre baptista Charles Spurgeon, en el seu treball de 1869, afirma que era un profeta:
- la seva profecia sobre l'espasa de Cir no va ser entesa per ningú quan la va exposar. La ciutat estava en pau i els florentins es van unir. Però quan el rei de França va venir amb el seu exèrcit de 60.000 homes, va entrar a Florència i va prendre Nàpols, el poble va entendre el missatge del monjo. Aleshores els Mèdici van ser expulsats;
- Savonarola va predir que el Papa, el rei de Nàpols i Llorenç de Mèdici moririen en un any per voluntat divina i a causa de la corrupció d'Itàlia. De fet, Llorenç va morir el 1492, Alexandre VI el 1503 (com el fill de Llorenç, Pere II de Mèdici), el rei de Nàpols el 1504;
- Uns divuit mesos després de la mort de Llorenç i la seva negativa a donar llibertat a Florència, Carles VIII va envair Itàlia i va saquejar Nàpols, tal com havia predit Savonarola;
- Savonarola, al començament del seu govern (1494), va predir que governaria vuit anys més, i que moriria màrtir. De fet, només va governar durant quatre anys, però va morir torturat a la Piazza della Signoria.

### Punts de vista catòlics
Savonarola és considerat culpable de definir un cisma. El règim teocràtic instaurat a Florència per Savonarola contradiu la distinció formal que la religió catòlica estableix entre poder temporal i poder espiritual, tal com el defineix Tomàs d'Aquino (Comentari de les Sentències, II, 44, 2).
No obstant això, el pare Henri-Dominique Lacordaire el considerava un excel·lent dominic on la «virtut i la glòria s'eleven més que les flames de l'estaca» i va citar de bon grat el papa Pau III que «considerava com a sospitós d'heretgia qualsevol que gosés acusar Savonarola». Felip Neri va guardar un retrat d'ell a la seva habitació. Així mateix, el 1906, Dom Henri Leclercq, monjo benedictí de Saint-Michel de Farnborough, va escriure: «Actualment, les celebracions del centenari de Savonarola reuneixen entre els seus admiradors —dels seus devots potser— Cardenals Parocchi, Celesia, Svampa, Bausa, Galeati, Agliardi, Capecelatro i els arquebisbes de Colossi, Taranto, els bisbes de Montepulciano, San Miniato, Narni, Bagnorea, Chiusi, Rieti, Colle, de Sansevero, Telere Cerreto, Sovano, Massa i Teodoriopolis.»
«Pius VI es va negar constantment a permetre que les obres de Fra Girolamo fossin declarades herètiques. Finalment, Benet XIV lloava la puresa de la seva moral, la brillantor de les seves virtuts, el zel que el devorava per la casa de Déu; No tenia por de dir que la mort d'aquest gran home demostrava la seva missió, i que havia segellat amb la seva sang la veritat de les seves profecies. Va anar més enllà i va tenir el nom de Savonarola inscrit al catàleg de sants, beneïts i venerables servents de Déu, il·lustres per la seva santedat» (Prosper Lambertini)

## Savonarola en la cultura popular

### Novel·les
- Serge Bramly, La dansa del llop, Belfond, 1982.

- Gérard Delteil, El conjur florentí (Hem de matar Savonarola), col. Punts, El llindar, 2015.

- Max Gallo, Maquiavel i Savonarola: gel i foc, XO, 2015.

- Jo Walton, Slow, Tor Books, 2019.

### Pel·lícules i sèries
- És present a la temporada 3 de la sèrie Els Mèdici: senyors de Florència (interpretació de Francesco Montanari).

- També apareix a les temporades 1 i 2 de la sèrie The Borgias (Steven Berkoff).

### Documentals
- Savonarola, el profeta maleït, ZDF, 2006, 52 min.